# Sibelco Europe MineralsPlus

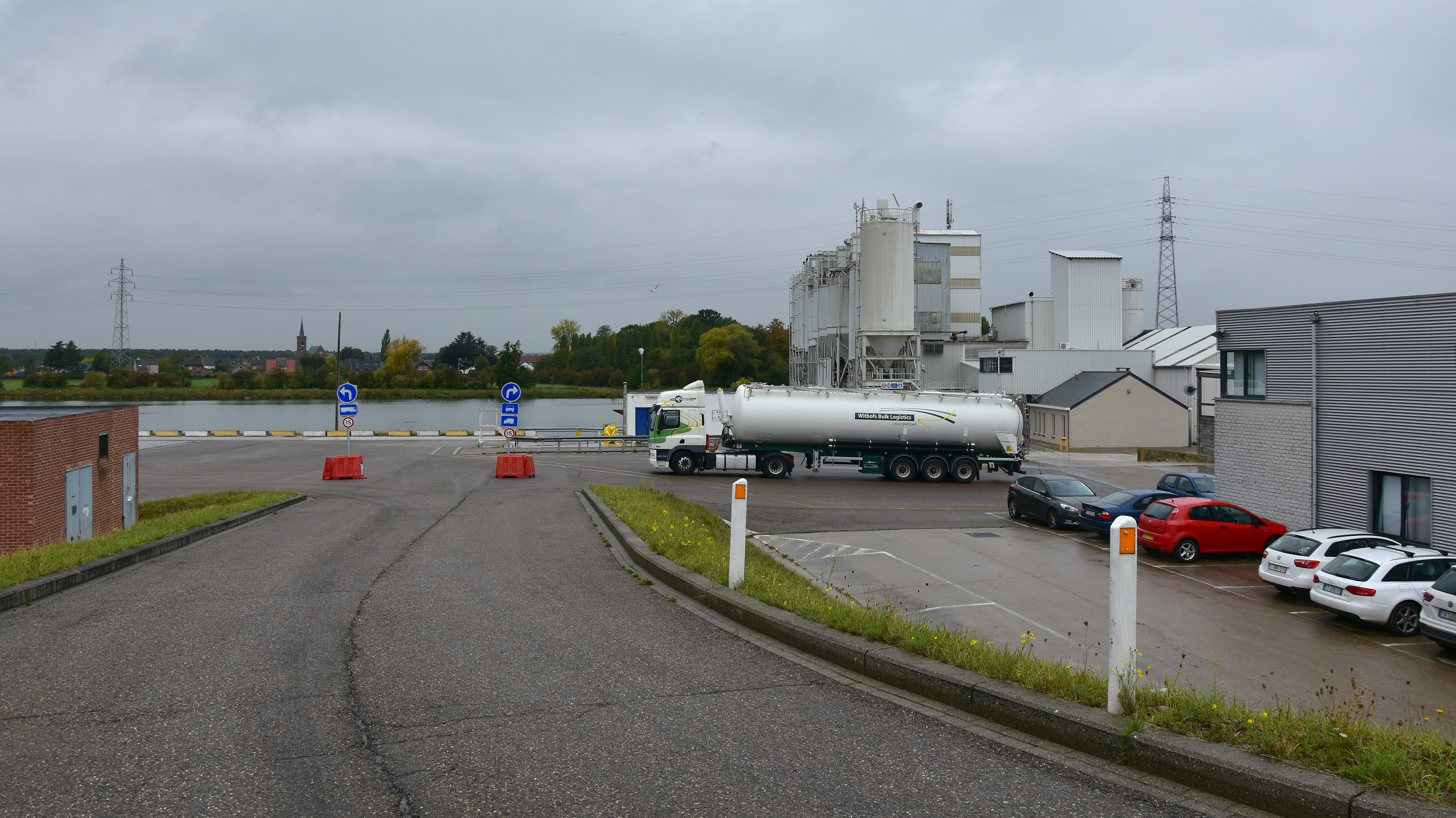
De vestiging in Uikhoven

Sibelco Europe MineralsPlus, voorheen Ankersmit, is een bedrijf dat minerale grondstoffen wint en deze verwerkt tot halffabricaten voor industriële toepassingen met vestigingen in Nederland, België, Frankrijk en Griekenland. Het bedrijf telt ongeveer 350 medewerkers. 
In 1993 ontstond de firma Ankerpoort door een fusie van Ankersmit Holding (opgericht in 1938) en Jan de Poorter (opgericht in 1937), gevestigd in resp. Maastricht en Geertruidenberg. In 1996 werd het bedrijf opgenomen in het Belgische Sibelco-concern. 
De gewonnen kalksteen wordt gebruikt voor industriële toepassingen. Dit betreft onder meer kunstmest en mengvoeders, vulstoffen voor verf, rubber en plastics, toeslagstoffen voor het hoogovenbedrijf, en rookgasontzwaveling.

## Vestigingen
Sibelco bezit in Nederland een aantal kalksteengroeven:
- Groeve 't Rooth nabij Margraten,
- Steengroeve Winterswijk

De exploitatie van de Curfsgroeve nabij Geulhem werd stopgezet in 2009
Mineraalverwerkende bedrijven zijn er onder meer te Maastricht (Borgharen) en Geertruidenberg, Uikhoven en Béthune.